# Stade rue Henri Dunant
Stade rue Henri Dunant - to stadion piłkarski w Luksemburgu w stolicy kraju. Rozgrywają się na nim mecze drużyny Avenir Beggen. Stadion mieści 4830 osób.